# Винсент Валентайн
Винсент Валентайн (яп. ヴィンセント・ヴァレンタイン Винсэнто Варэнтайн, англ. Vincent Valentine) — персонаж компьютерной ролевой игры Final Fantasy VII от компании Square (в настоящее время Square Enix), созданный дизайнером персонажей Тэцуей Номурой. Также фигурировал в различных проектах медиафраншизы «Компиляция Final Fantasy VII», в частности в шутере Dirge of Cerberus: Final Fantasy VII 2006 года и его мобильном спин-оффе Dirge of Cerberus Lost Episode: Final Fantasy VII в качестве главного героя. На японском языке Винсента озвучили сэйю Сёго Судзуки и Кадзухиро Наката, а на английском актёры дубляжа Стивен Блум и Мэттью Мерсер.
В прошлом Винсент был Турком, сотрудником тайной оперативной группы энергетической мегакорпорации «Син-Ра». Ему было поручено охранять доктора Лукрецию Кресцент, в которую он, в конечном итоге, влюбился. В результате научного эксперимента с интеграцией клеток внеземной формы жизни Дженовы Кресцент родила Сефирота, главного антагониста Final Fantasy VII. Вскоре после этого коллега Лукреции профессор Ходзё подверг Винсента генетической модификации, благодаря которой Валентайн обрёл сверхчеловеческие силу, скорость, регенерацию и долголетие. Если игрок освободит Винсента из заточения, тот присоединится к партии протагониста Клауда Страйфа, чтобы остановить Сефирота и отомстить Ходзё.
Изначально создатели FFVII не планировали делать Винсента игровым персонажем из-за сжатых сроков разработки проекта. В конечном итоге Валентайн остался одним из двух необязательных для прохождения сюжета героев, наряду с Юффи Кисараги. Критики и фанаты FFVII преимущественно положительно оценили образ бывшего Турка, в результате чего его история продолжилась в спин-оффах к основной игре: анимационном фильме «Последняя фантазия VII: Дети пришествия» 2005 года и Dirge of Cerberus.

## Создание
По словам дизайнера персонажей Final Fantasy VII Тэцуи Номуры, на разных этапах разработки игры роль Винсента существенно менялась; создатели задумывали его как: исследующего паранормальные явления детектива, химика и бывшего Турка с трагическим прошлым. Продюсер Ёсинори Китасэ придумал кат-сцену, в которой Валентайн присоединяется к партии главного героя Клауда Страйфа, а сценарист Кадзусигэ Нодзима написал предысторию персонажа и его немногочисленные диалоги. В ранней версии сюжета Винсент был более аристократичным и саркастичным героем. Винсент также присоединялся к партии Клауда, когда узнавал, что её члены преследуют Ходзё, однако Валентайн не знал о результатах эксперимента, которому подверг его учёный. Кроме того, он был осведомлён об участии «Син-Ра» в создании Сефирота и раскрывал эту информацию Клауду. Во время создания Final Fantasy VII Номура и другие разработчики рассматривали возможность исключить Винсента и Юффи Кисараги из повествования, так как не успевали раскрыть их должным образом. По этой причине Валентайн и Кисараги остались необязательными для прохождения игры членами партии.
Сэйю бывшего Турка Сёго Судзуки старался «сдерживать как можно больше эмоций» во время озвучивания персонажа, которого он описал как «на первый взгляд хладнокровного и немного одинокого человека». Номура хотел, чтобы в анимационном фильме «Последняя фантазия VII: Дети пришествия» голоса Винсента и Клауда разительно отличались друг от друга, так как у этих героев были схожие личности; при этом дизайнер рассматривал Валентайна как более зрелого и опытного человека в сравнении с Клаудом. Номура утвердил Судзуки на роль Валентайна, так как у сэйю был подходящий низкий голос. В английской локализации Винсента озвучил Стивен Блум, который, будучи большим фанатом Final Fantasy VII, был рад подарить свой голос персонажу. По словам Блума, режиссёр дубляжа хотел, чтобы актёр изобразил героя «мрачным и задумчивым», с «измученной душой».
Винсент — высокий худой человек с длинными чёрными волосами и красными глазами. Он носит рваный красный плащ поверх чёрного кожаного костюма и позолоченную перчатку с когтями на левом предплечье. Плащ Валентайна, застёгнутый на нескольких пряжках, скрывает нижнюю половину его лица. Этот плащ символизирует смерть и даёт представление о непростом прошлом персонажа. Винсент был единственным членом партии, чей образ создатели «Детей пришествия» не стали делать более реалистичным для фильма. Художникам особенно тяжело дались сцены с участием Валентайна из-за сложности его дизайна, в частности конструкции плаща, который должен был смотреться органично. Работа над этими эпизодами завершилась за шесть месяцев до окончания производства фильма.
Создатели Dirge of Cerberus выбрали Валентайна главным героем игры из-за его тесной связи с миром Final Fantasy VII и таинственного прошлого, которое должно было раскрыться в рамках проекта. Так как разработчики задумывали спин-офф как шутер, вооружённый огнестрельным оружием Валентайн показался им подходящим протагонистом. Также создатели хотели добавить в игровой процесс механику превращения персонажа в монстров. Номура изменил дизайн пистолета Валентайна для Dirge of Cerberus так же, как в своё время поступил с «мечом Бастера» Клауда в «Детях пришествия», чтобы подчеркнуть статус Винсента как главного героя. Пистолет получил название «Цербер» (ケルベロス Керуберосу) в честь одноимённой многоголовой собаки из греческой и римской мифологии. По аналогии с его трёхголовым тёзкой, пистолет состоял из трёх стволов.

## Появления

### Final Fantasy VII
Во время пребывания Клауда Страйфа и его партии в подвале особняка «Син-Ра» в Нибельхейме игрок может найти запертого в гробу Винсента. В разговоре с ним Клауд заявляет о своём намерении остановить Сефирота, которого Валентайн опознаёт как сына Лукреции Кресцент. Винсент присоединяется к партии, чтобы отомстить своему заклятому врагу Ходзё. Предыстория Валентайна частично раскрывается после нахождения Лукреции в секретной пещере. За несколько лет до начала событий игры Винсент был сотрудником тайной оперативной группы энергетической мегакорпорации «Син-Ра» под названием Турки. Он получил задание охранять Кресцент, в которую со временем влюбился, однако та сохранила верность Ходзё, убедившему девушку использовать их будущего ребёнка в научных экспериментах. Профессор застрелил Валентайна, когда тот осудил его замысел, и превратил в своего подопытного. В результате бывший Турк обрёл долголетие и способность превращаться в различных монстров. Винсент винил себя в разлуке с Лукрецией. Воссоединившись с возлюбленной годы спустя, Валентайн солгал ей, заявив, что Сефирот умер много лет назад.

### КомпиляцияFinal Fantasy VII
В мобильной игре Before Crisis: Final Fantasy VII 2004 года, приквеле к FFVII, Винсент фигурирует как один из Турок. По сюжету, он добывает для лидера группы Вельда интересующую его Материю. В анимационном фильме «Дети пришествия», события которого разворачиваются спустя два года с момента окончания оригинальной игры, Валентайн спасает Клауда от Кададжа и его банды. Затем он раскрывает Страйфу план Кададжа — слиться с оставшимися клетками Дженовы и возродить Сефирота. Некоторое время спустя, Винсент помогает Клауду и другим членам партии победить монстра Багамута СИН. В рассказе из серии «На пути к улыбке» под названием «Случай Нанаки», хронологически расположенном между оригинальной игрой и «Детьми пришествия», Винсент встречает своего бывшего товарища по партии Рэда XIII. Тот выражает обеспокоенность из-за своего неизбежного одиночества, так как продолжительность его жизни гораздо выше, чем у людей. Валентайн напоминает Рэду о собственном долголетии и соглашается встречаться с ним раз в год.
В игре Dirge of Cerberus, действие которой начинается спустя год с момента окончания «Детей пришествия», Винсент объединяется с Ривом Туэсти и его «Организацией по восстановлению мира» в противостоянии с преступной группировкой «Син-Ра» под названием Дипграунд. Сам Валентайн является основной целью Дипграунда, члены которой охотятся за содержащейся внутри его тела «Протоматерией», имплантированной Лукрецией незадолго до того, как его застрелил Ходзё. Протоматерия даровала бывшему Турку контроль над геном Хаоса, который Лукреция ввела бывшему Турку, чтобы спасти его жизнь. По мере развития сюжета Багряная Россо извлекает Протоматерию, из-за чего Винсент утрачивает контроль над геном Хаоса. В конце игры Валентайн сталкивается с лидером Дипграунда Бесцветным Вайсом, в разум которого Ходзё загрузил цифровую копию своего сознания незадолго до смерти. Учёный раскрывает свой план, заключающийся в пробуждении ОРУЖИЯ «Омега», порождения Планеты, намеревающегося высосать её жизненную энергию — «Поток Жизни» — и убить всех её обитателей. После пробуждения Омеги другой член Дипграунда Прозрачная Шёлк возвращает Винсенту Протоматерию, с помощью которой тот восстанавливает контроль над геном Хаоса и окончательно уничтожает Омегу и Ходзё. Также Винсент является главным героем мобильной игры Dirge of Cerberus Lost Episode, мидквела к Dirge of Cerberus. Валентайн появился во второй части трилогии ремейка Final Fantasy VII с подзаголовком Rebirth в качестве «гостевого», не предназначенного для управления персонажа.

### Другие появления
За пределами Компиляции Final Fantasy VII Винсент появляется в файтинге Ehrgeiz 1998 года. В игре есть два скина персонажа — в классическом костюме и в униформе Турок. Изначально Валентайн должен был появиться в игре Kingdom Hearts (2002), кроссовере между персонажами Square Enix и The Walt Disney Company. Разработчики использовали его образ в качестве основы для редизайна Клауда. Винсент фигурирует в файтинге-кроссовере Super Smash Bros. Ultimate 2018 года. Под брендом Square Enix выпускались различные товары с Валентайном, в частности коллекционные фигурки.

## Восприятие

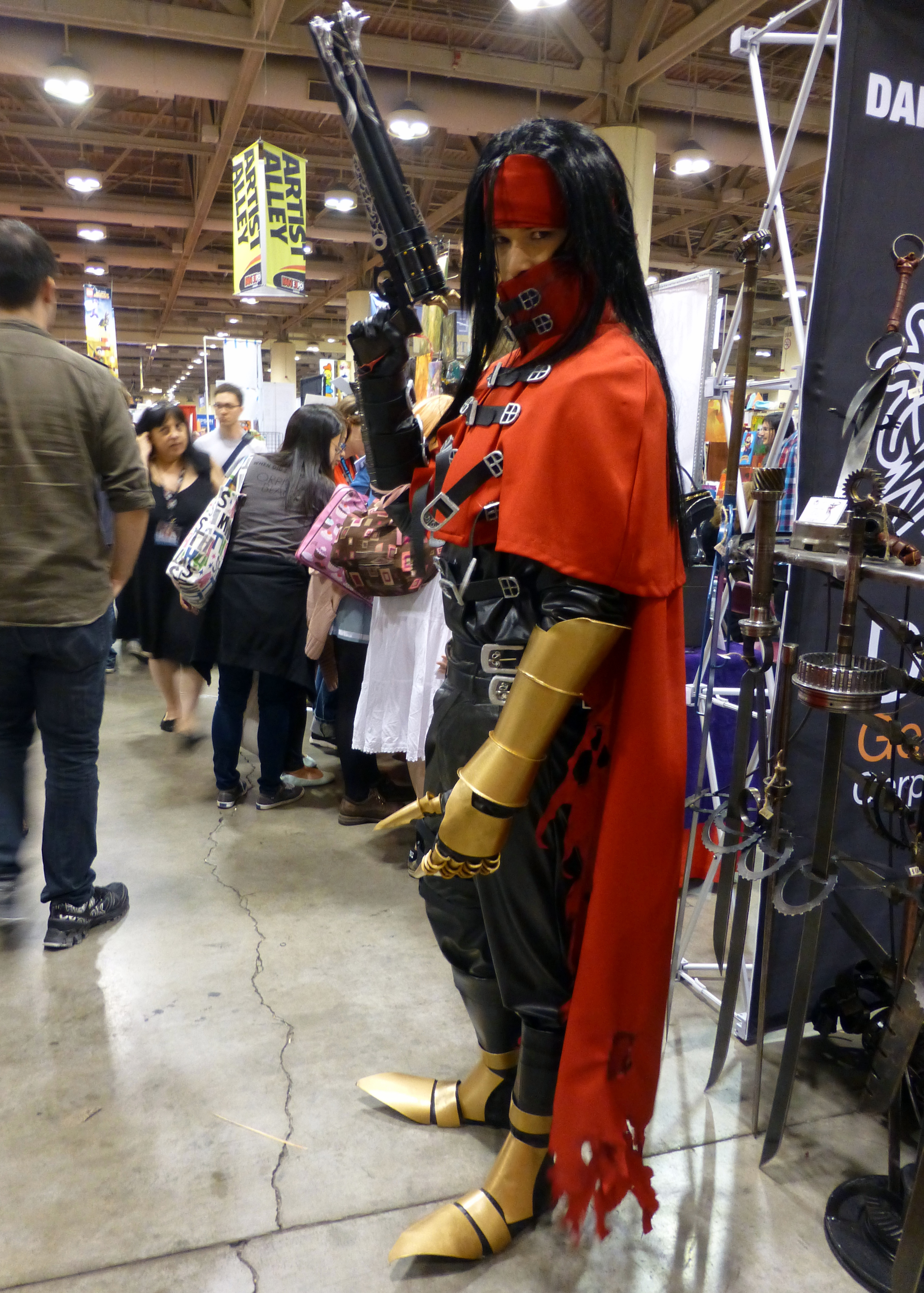
Косплей Винсента на выставке Fan Expo Canada 2014

Игровые журналисты оценили Винсента неоднозначно. В статье GameSpot, посвящённой истории Final Fantasy, Валентайн был назван «самым привлекательным мертвецом из когда-либо созданных». В 2008 году бывший Турк удостоился «почётного упоминания» в списке «10 лучших персонажей Final Fantasy VII» по версии IGN и получил похвалу за свой «поразительный дизайн» и «ужасающий „Прорыв предела“ на трёхмерном движке FFVII». 1UP.com описал его как «способного надрать зад тихоню», а GamesRadar назвал персонажа «задумчивым красавчиком». В 2013 году Герго Вас из Kotaku включил бывшего Турка в десятку «самых известных вампиров в компьютерных играх». В том же году Complex поместил Валентайна на 13-е место в списке «величайших персонажей Final Fantasy всех времён». По результатам опроса IGN о «лучшем члене партии» в июле 2021 года Винсент занял 9-е место среди всех 108 членов партии игровой серии Final Fantasy.
Критики также оценили роль Винсента в посвящённом ему спин-оффе. Рецензент GameSpot Грег Мюллер назвал Валентайна одним из «самых интересных персонажей Final Fantasy VII», и был рад тому, что тот получил собственную игру, в которой подробно раскрывалась его предыстория. Джастин Шпеер из GameSpy положительно оценил дизайн и способности протагониста. Джереми Данэм из IGN разделил эту позицию и назвал раскрытие Валентайна «убедительным». С другой стороны, Роб Фэйхи из Eurogamer счёл Винсента недостаточно известным персонажем, даже для фанатов Final Fantasy VII, для того, чтобы посвящать ему отдельную игру. Тем не менее, Фэйхи признал популярность бывшего Турка, сославшись на многочисленные фанфики и фан-арты с его участием. Майкл Беккет из RPGamer посчитал Винсента одним из «наименее проработанных» персонажей Final Fantasy VII, которому, тем не менее, удалось сносно раскрыться в Dirge of Cerberus. По мнению рецензента GamesRadar Эй Джея Глассера, разработчики Dirge of Cerberus выбрали Винсента главным героем, чтобы раскрыть его предысторию. Также Глассер отметил, что спин-офф Dirge of Cerberus Lost Episode является скорее «фансервисом Винсента, нежели частью канона FFVII». СМИ и фанаты высоко оценили озвучивание Стивена Блума.
После выхода Final Fantasy VII Remake GamesRadar поделился своими ожиданиями о появлении Валентайна в следующей части ремейка FFVII. Рецензент портала Хирун Крайер был разочарован ограниченным экранным временем персонажа в игре.